# 1999 CR64
1999 CR64 är en asteroid i huvudbältet som upptäcktes den 12 februari 1999 av LINEAR i Socorro County, New Mexico.
Asteroiden har en diameter på ungefär 19 kilometer och den tillhör asteroidgruppen Eunomia.